# Olaf Isaachsen

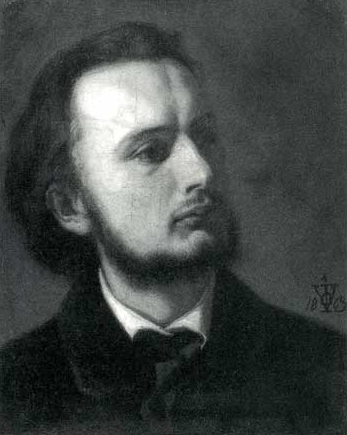
Portrait of Amaldus Nielsen
by Olaf Isaachsen (1863)

Olaf Wilhelm Isaachsen (n. 16 de mayo de 1835 - m. 22 de septiembre de 1893) fue un pintor noruego. Olaf Isaachsen es considerado como uno de los artistas más importantes de Noruega, y un colorista con motivos de Setesdalen y el paisaje de la costa del sur de Noruega.
Nació en Mandal en el condado de Vest-Agder en Noruega. Isaachsen pertenecía a una rama de una familia de comerciantes ricos de Kjos en Kristiansand. Era hijo del jurista Daniel Isaachsen, hijo del político Isaach Isaachsen y nieto de Daniel Isaachsen (1744-1813), un constructor de barcos noruegos. Él era el tío de Daniel Isaachsen físico, científico Haakon Isaachsen (1867-1936), pintor Herman Willoch y oficial naval Impar Isaachsen Willoch